# Valmarecchia

La Valmarecchia es el valle de Italia centro-septentrional trazado por el río Marequia. Está recorrido por la carretera estatal 258 Marecchia, llamada Via Marecchiese. La mayor parte de su territorio pertenece al territorio de Emilia-Romaña; se origina, no obstante, en la Toscana y afecta al extremo norte de Las Marcas (en los municipios de Montecopiolo, Sassofeltrio y Monte Grimano Terme). La cuenca del Marecchia afecta también en parte al territorio de San Marino, con los valles laterales del río San Marino y del Ausa.
La Valmarecchia desciende del Alpe della Luna en Toscana hasta la desembocadura del Marequia cerca de Rímini. A lo largo del recorrido del río se encuentran varias localidades, las mayores de las cuales son Badia Tedalda, Pennabilli, Talamello, Novafeltria, San Leo, Torriana, Verucchio, Santarcangelo di Romagna y Rímini, a los que se unen localidades de nombres ligados a la tipicidad de los lugares que surgían a lo largo del río: Ponte Presale, Ponte Messa, Molino di Bascio, Ponte Santa Maria Maddalena, Ponte Verucchio, San Martino Dei Mulini. La Valmarecchia es rica en lugares de interés histórico y arqueológico. Entre ellos, las torres de señales de la época romana, que surgían a distancia que se piodían ver y algunas aún están presentes, especialmente sobre alguna altura.